# (172) Baucis
Pour les articles homonymes, voir Baucis.
(172) Baucis est un astéroïde de la ceinture principale découvert par Alphonse Borrelly le 5 février 1877. C'est un astéroïde de type S de la ceinture principale.
Son nom fait référence à la vieille femme du couple mythologique Philémon et Baucis.